# Буківська сільська рада (Малинський район)
Буківська сільська рада — колишня адміністративно-територіальна одиниця та орган місцевого самоврядування у Фасівському, Потіївському, Чоповицькому, Коростенському, Малинському районах Коростенської та Волинської округ, Київської та Житомирської областей УРСР з адміністративним центром у с. Буки.

## Населені пункти
Сільській раді на момент ліквідації були підпорядковані населені пункти:
- с. Буки
- с. Бучки
- с. Забране
- с. Луки
- с. Сичівка

## Населення
Кількість населення ради, станом на 1923 рік, становила 1 017 осіб, кількість дворів — 202.

## Історія та адміністративний устрій
Утворена 1923 року в складі сіл Буки, Бучки та хутора Забране Фасівської волості Житомирського повіту. 7 березня 1923 року увійшла до складу новоствореного Фасівського району Коростенської округи. 
23 вересня 1925 року, відповідно до постанови ВУЦВК та РНК УРСР «Про зміни в адміністративно-територіальному поділі Житомирської та Коростенської округ», внаслідок ліквідації Фасівського району раду було передано до складу Потіївського району. Відповідно до постанови Президії ВУЦВК від 23 лютого 1927 року та наказу Волинського ОВК від 7 квітня 1927 року, сільська рада увійшла до складу відновленого Чоповицького району. 5 лютого 1931 року, внаслідок ліквідації Чоповицького району, сільрада увійшла до Малинського району. 17 лютого 1935 року Президія ВУЦВК відновила Чоповицький район, включивши туди Буківську сільську раду. 
Станом на 1 вересня 1946 року сільська рада входила до складу Чоповицького району Житомирської області, на обліку в раді перебували села Буки, Бучки та Забране.
11 серпня 1954 року, відповідно до указу Президії ВР УРСР «Про укрупнення сільських рад по Житомирській області», до складу ради увійшли села Луки та Сичівка ліквідованої Луківської сільської ради Чоповицького району.
28 листопада 1957 року, відповідно до указу Президії Верховної ради УРСР «Про укрупнення деяких районів Житомирської області», Чоповицький район було розформовано; Буківська сільська рада повернулась до складу Малинського району. 30 грудня 1962 року, відповідно до указу Президії Верховної ради УРСР «Про укрупнення сільських районів Української РСР», сільську раду переведено до складу Коростенського району. 4 січня 1965 року Президія Верховної ради УРСР своїм указом «Про внесення змін в адміністративне районування Української РСР» повернула сільську раду до складу Малинського району.
Станом на 1 січня 1972 року сільрада входила до складу Малинського району Житомирської області, на обліку в раді перебували села Буки, Бучки, Забране, Луки та Сичівка.
Ліквідована 17 червня 1988 року, внаслідок перенесення адміністративного центру до с. Луки з перейменуванням ради на Луківську.